# الشان عروج‌اف
الشان عروج‌اف (ترکی آذربایجانی: Elşən Eldar oğlu Orucov؛ زادهٔ ۱۴ ژانویهٔ ۱۹۸۵) بازیگر، مجری تلویزیون، و بازیگری اهل جمهوری آذربایجان است.